# Lepidodasys arcolepis
Lepidodasys arcolepis is een buikharige uit de familie van de Lepidodasyidae. De wetenschappelijke naam van de soort werd voor het eerst geldig gepubliceerd in 2004 door Clausen.